# Harry Kure
Harry Kure (Fredrikstad, 12 aprile 1928 – Sarpsborg, 8 settembre 2007) è stato un calciatore norvegese, di ruolo attaccante.

## Carriera

### Club
Kure vestì la maglia del Selbak e Sarpsborg.

### Nazionale
Disputò 16 partite per la Norvegia, con 5 reti all'attivo. Esordì il 23 agosto 1951, infatti, fu in campo in occasione della sconfitta per 2-4 contro la Jugoslavia. Segnò la prima rete in data 19 maggio 1954, nel pareggio per 1-1 contro la Scozia.